# Ophioscion imiceps
Ophioscion imiceps es una especie de pez de la familia Sciaenidae en el orden de los Perciformes.

## Morfología
• Los machos pueden llegar alcanzar los 25 cm de longitud total.

## Alimentación
Come invertebrados  bentónicos.

## Hábitat
Es un pez de mar de clima tropical y demersal.

## Distribución geográfica
Se encuentra en el Océano Pacífico oriental: desde Guatemala hasta el norte de la Ecuador.

## Observaciones
Es inofensivo para los humanos.